# Cheilosia oligocenica
Chilosia oligocenica
Espèce
Synonymes
- Chilosia oligocenica Théobald 1937

Cheilosia oligocenica est une espèce fossile d'insectes de l'ordre des diptères de la famille des Syrphidae, dans la sous-famille des Syrphinae, dans le genre Cheilosia.

## Classification
L'espèce Cheilosia oligocenica est publiée en 1937 par le paléontologue français Nicolas Théobald (1903-1981) sous le protonyme Chilosia oligocenica,. 

### Fossiles
L'holotype Am 24, de l'ère Cénozoïque, et de l'époque Oligocène supérieur ou Chattien (28,4 à 23,03 Ma.) faisait partie de la collection du Muséum national d'histoire naturelle de Paris, et vient du gypse d'Aix-en-Provence.

### Rennomage
L'espèce est renommée en même temps que le genre en 1945 par le diptérologue américain Frank Montgomery Hull (1901-1982), de même qu'il a reclassé l'espèce Cheilosia dans la sous-famille Cheilosinae,
En 2015, Mengual et al. reclasse le genre Cheilosia dans la sous-tribu des Cheilosiina , dans la tribu des Rhinggini, dans la sous-famille des Eristalinae

### Étymologie
L'épithète spécifique latine oligocenica souligne l'âge du fossile, l'Oligocène.

## Description

### Caractères
La diagnose de Nicolas Théobald en 1937, : 

« Insecte noirâtre. Tête transversale, presque aussi large que le thorax ; deux gros yeux latéraux ; front légèrement proéminent ; vertex élevé ; à l'avant, fragment d'antennes, montrant la partie basale, l'arista manque. thorax ovale ; scutellum bien séparé. Abdomen ovoïde, arrondi à l'arrière, 5 segments visibles. ailes bien conservées ; nervation de Syrphinae très nette (v. figure). »

### Dimensions
La longueur totale du corps est de 8,75 mm ; tête 1 mm ; thorax 3,5 mm ; abdomen 4,25 mm ; aile 6 mm ; .

### Affinités
« La nervation des ailes est celle des Syrphidae ; les nervures peu ondulées permettent d'attribuer cet échantillon avec certitude à la sous-famille des Syrphinae. ».

## Biologie
« Les espèces du g. Chilosia sont répandues en Europe, Afrique du Nord, Afrique centrale, en Asie, en Tasmanie et en Amérique du Nord. Les larves vivent dans les champignons, ainsi que dans les troncs et les racines des plantes ; les adultes fréquentent les buissons et les taillis. ».

## Galerie

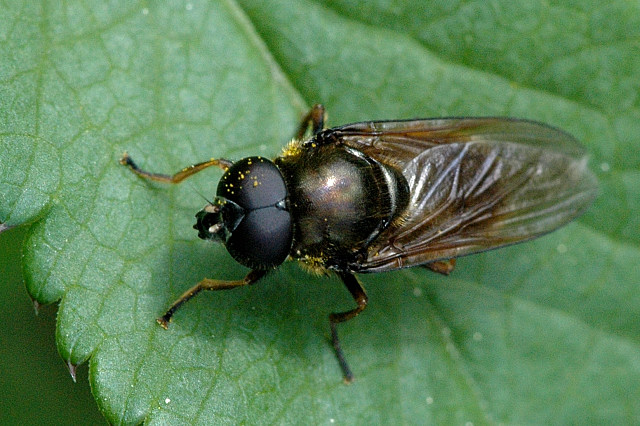
Cheilosia albipila mâle, espèce sœur vivante.

### Publication originale
- [1937] Nicolas Théobald, « Les insectes fossiles des terrains oligocènes de France 473 p., 17 fig., 7 cartes,13 tables, 29 planches hors texte », Bulletin Mensuel de la Société des Sciences de Nancy et Mémoires de la Société des sciences de Nancy, Imprimerie G. Thomas,‎ 1937, p. 1-473 (ISSN 1155-1119 et 2263-6439, OCLC 786027547). .